# Castello di Roccalanzona
Das Castello di Roccalanzona ist die Ruine einer mittelalterlichen Höhenburg auf einem ophiolithischen Felssporn an der Grenze zwischen dem Cenotal und dem Dordonetal in der Nähe der Siedlung Roccalanzona, eines Ortsteils der Gemeinde Medesano in der italienischen Region Emilia-Romagna.

## Geschichte
Die Burg, die wahrscheinlich um das 10. Jahrhundert herum erbaut wurde, wird erstmals in einem Dokument von 1028 urkundlich erwähnt, wo sie unter den Besitzungen von Hildegard, der Gattin des langobardischen Adligen Odone, aufgeführt ist und an den Rektor der Kirche San Pietro in Paderna verkauft wurde. In dem Dokument ist von einer „Rocha Petraluizoni cum portione castro et Capella seu tutti ibi habente“ die Rede, was als Beweis für die Existenz einer Kultstätte in der Nähe der Burg dienen kann, die 1739 abgerissen wurde.
1043 wurden alle diese Gebiete, die auch die Siedlungen Vianino und Viazzano umfassten, dem Kloster San Savino in Piacenza gestiftet.
Später war die Burg lange zwischen den Pallavicini und den Vinciguerra aus Varano de’ Melegari umstritten, bis Giacomo de’ Rossi, damals Bischof von Verona und Erzbischof von Neapel, 1418 den beiden rivalisierenden Familien in seinem Testament eine Geldsumme hinterließ, sodass die Burg den Rossis zugesprochen würde.
So wurde die Burg zum Lehen von Pier Maria I. de’ Rossi, der sie „Rocha Leone“ nannte, was klar auf den springenden Löwen im Wappen seiner Familie hinweist.
1464 vererbte Pier Maria II. de’ Rossi das Castello di Roccalanzona seinem Sohn Guido de’ Rossi, der aber dennoch nicht die Gelegenheit hatte, seine Herrschaft über die Burg auszuüben. Der Vater starb 1482 im Krieg der Rossis, in dem die Rossis gegen die Sforzas kämpften, und so übernahm Guido das Kommando über die Garnisonen der Rossis, musste aber feststellen, dass der Großteil seiner Festungen belagert wurde. Das Castello di Roccalanzona wurde von Niccolò Pallavicino, einem Alliierten der Sforzas, einem ersten Angriff unterzogen. Als dieser fehlschlug, folgte der von Sforza Secondo Sforza, der, nachdem er gerade bei der Verteidigung des benachbarten Castello di Carona einen Sieg errungen hatte, seine Truppen auf das Castello di Roccalanzona führte. Sforza war allerdings trotz des Einsatzes von Bombardierungen bei der Überwältigung der Verteidiger nicht erfolgreich und musste sich zurückziehen, nach dem er als Vergeltung einige Häuser der Siedlung in Brand gesetzt hatte.
Nach der definitiven Niederlage von Guido de’ Rossi unterwarf sich die Burg dem Bruder und Rivalen Bertrando de’ Rossi, dem Graf von Berceto, der 1502 ohne Erben starb. Seine Lehen erbte sein Neffe, Troilo I. de’ Rossi; sie wurden zum Gebiet der Rossis von San Secondo zusammengefasst.
1635 verbannte der Herzog von Parma, Odoardo I. Farnese den Markgrafen Troilo IV. de’ Rossi und konfiszierte seine Lehensgebiete. 1657 gelang es dem Bruder Scipione I. de’ Rossi mit der Hilfe von Philipp IV. von Spanien, den Herzog Ranuccio II. Farnese zu überzeugen, das Dekret von 1635 zu annullieren, jedoch angesichts einer sehr hohen Verschuldung. 1666 war der Markgraf Scipione I. de’ Rossi gezwungen, Roccalanzona und die anderen Lehen im Apennin an die herzogliche Liegenschaftsverwaltung in Parma abzugeben. Bereits damals befand sich die Burg in ruinösem Zustand; die Innenwände bröckelten bereits.
1692 gab die herzogliche Liegenschaftsverwaltung die Burgruine an die Familie Ercolani della Rocca aus Senigallia weiter, die sich aber nicht um die Restaurierung bemühte, sodass die Burg bereits 1804 zu einer kompletten Ruine verfallen war.

## Beschreibung
Von der alten Burg, die 1463, in ihrer größten Glanzzeit, von Benedetto Bembo in der Camera d’Oro des Castello di Torrechiara abgebildet wurde, blieben bis heute nur noch einige Ruinen auf dem Gipfel des ophiolithischen Felssporns über dem Cenotal übrig.
In ihrer unbezwingbaren Lage hatte die Burg ursprünglich beträchtliche Ausmaße. Die spärlichen Ruinen verteilen sich über eine ziemlich große Fläche. Aus dem Komplex erheben sich die Reste des großen Bergfriedes mit rechteckigem Grundriss, an die sich die Basen der alten Mauern anschließen, die reich an Schießscharten waren. Teilweise unbeschädigt ist dagegen ein Innenraum, der mit einer Gewölbedecke versehen ist, die eine kreuzförmige Schießscharte nach außen hat.